# Bartonella henselae
Espèce
Bartonella henselae, ou Rochalimaea henselae, est un bacille à Gram négatif de l'ordre des Rhizobiales. Cette protéobactérie est notamment responsable de la maladie des griffes du chat. Le genre Bartonella est l'un des types de bactéries les plus courants. B. henselae infecte la cellule hôte en adhérant à sa surface à l'aide d'adhésines trimériques autotransportées.